# Masarykovo gymnázium Plzeň
Masarykovo gymnázium je střední škola v Plzni. Orientuje se především na jazykové vzdělání.

## Historie
Bylo založeno roku 1920, tehdy jako České státní reálné gymnázium. V historii zažil jeho název řadu změn, svůj současný název získalo gymnázium v roce 1930 u příležitosti osmdesátých narozenin prvního československého prezidenta T. G. Masaryka (oficiálně Masarykovo české státní reálné gymnázium v Plzni). Školou prošly také významné osobnosti, např. generálmajor Jiří Hartman nebo politička Milada Emmerová. V roce 2013 zde maturoval Anatol Svahilec.

### Názvy školy
- 1920–1930: České státní reálné gymnázium
- 1930–1939: Masarykovo české státní reálné gymnázium
- 1939–1951: České státní reálné gymnázium
- 1951–1953: Reálné gymnázium v Leninově třídě
- 1953–1961: 2. jedenáctiletá střední škola
- 1961–1990: 2. gymnázium v Plzni, ulice Pionýrů 2
- od 1990: Masarykovo gymnázium Plzeň[2]

## Činnost
Každoročně organizuje škola výlety a expedice do zahraničí a výměnné pobyty mezi studenty ze zahraničí. Škola má vlastní jídelnu, kam se dováží jídlo ze SOU elektrotechnického v Plzni.
Škola každoročně obesílá celostátní soutěž MŠMT "Masaryk do škol", organizovanou Masarykovým demokratickým hnutím, v níž dosáhla řady úspěchů (1. cena, mimořádné ceny, řada 2. až 4. cen) pro studenty i jejich učitele (čestné uznání, čestná medaile T. G. Masaryka). Ceny a uznání obdrželi mladší a zejména starší plzeňští gymnazisté i při vyhodnocení osmého ročníku celostátní soutěže o T.G.M. v listopadu 2015.

## Budova školy
Škola sídlí v budově na Petákově ulici čp. 2055/2 v Plzni. Na přední straně budovy směrem z Masarykova náměstí je vchod do pobočky ČSOB. V zadní části patří levé křídlo Masarykovu gymnáziu a pravé křídlo obchodní akademii. Škola má celkem pět pater a půdu, je vybavena tělocvičnou a posilovnou, laboratořemi fyziky, chemie a biologie, hudebnou, třemi počítačovými učebnami a keramickou dílnou.